# Polyrhachis exotica
Polyrhachis exotica é uma espécie de formiga do gênero Polyrhachis, pertencente à subfamília Formicinae.